# إبراهيم سعفان
إبراهيم سعفان (13 سبتمبر 1924 - 14 سبتمبر 1982)، هو ممثل مصري.

## حياته
ولد في درب سعفان بالحي القبلي مدينة شبين الكوم بمحافظة المنوفية في عام 1924، بعد تخرجه من المدرسة قرر دخول كلية الشريعة وتخرج في سنة 1957، التحق بمعهد الفنون المسرحية وتخرج منه، حصل على وظيفة مدرس لمادة اللغة العربية في وزارة المعارف. انضم إلى فرقة نجيب الريحاني. وأصبح من عمالقة الكوميديا في السينما المصرية. كما عرف بخفة الدم ونجاح أعماله. توفي عام 1982 عن عمر يناهز ال 58 عام عند تواجده في عجمان بالإمارات العربية المتحدة للتصوير باستديوهات عجمان الخاصة إثر أزمة قلبية حادة.
وكان له أعمال مسرحية كثيرة منها: الدبور ـ سنة مع الشغل الذيذ، وكان آخرها مزيكا مع سمير غانم ونوال أبو الفتوح. وشارك في مسلسلات تليفزيونية عديدة منها مسلسل عودة الروح مع الفنان صلاح ذو الفقار.

## في المسرح
التحق بفرقة نجيب الريحاني المسرحية، وظل عضوا بالفرقة حتى وفاته. أثناء دراسته بالمعهد الديني، كان يمثل ويخرج عدد من المسرحيات، مما أثار حفيظة زملائه بالمعهد الديني، ولكنه أقنعهم في النهاية أن الفن رسالة. واشتهر بأداء شخصية المحامي، وصنفه بعض النقاد أنه من أفضل 10 ممثلين جسدوا هذه الشخصية، ولقبه البعض بـ«المحامي الفصيح». كان يعتبر المسرح هو بيته الأول، ويعتبر أن العمل بالمسرح هو أساس النجاح لأي فنان.
كذلك درس في الأزهر مع صديقه الرايس الراحل هواري بومدين ،  أقرب أصدقائه داخل الوسط الفني: سيد زيان، فريد شوقي، مظهر أبو النجا، ضياء الميرغني.

## أعماله

### المسلسلات
- عودة الروح 1977.
- الآنسة 1979.
- القضية 80 1980.
- مليون في العسل 1981.
- أعقل زوجين في العالم 1982.
- اللقاء الأخير 1982.
- عندما تحب المرأة 1982.
- اللغز 1982.
- المصيدة 1982.

## افلامه
- عفريت مراتي 1968.
- في الصيف لازم نحب 1974.
- أريد حلا 1975.
- احترسي من الرجال يا ماما 1975.
- اونكل زيزو حبيبي 1977
- أذكياء لكن أغبياء 1980.
- استقالة عالمة ذرة 1980.
- الحل اسمه نظيرة 1982.
- إللي ضحك على الشياطين منصور 1981.
- علاقة خطرة 1981.
- القفل 1982.
- تجيبها كده تجيلها كده 1983

## مسرحياته
- الاستاذ مزيكا 1978
- مين جوز مين 1982

## وفاة أبنائه
من أصعب المواقف التي مرت في حياته، وفاة 4 من أبنائه في عام واحد، إذ توفي 3 أولاد وفتاة بسبب إصابتهم بالجفاف، وبعدما أنجبت زوجته مرة أخرى أطلق على المولودة الجديدة اسم «رضا»، وبعدها أنجب 4 أبناء آخرين.